# Changes (pel·lícula)
Changes és una pel·lícula dramàtica estatunidenca del 1969 dirigida i produïda per Hall Bartlett. Va formar part de la selecció oficial del Festival Internacional de Cinema de Sant Sebastià 1969.

## Argument
Ambientada als anys seixanta, la pel·lícula segueix al personatge principal Kent (Kent Lane), mentre viatja per la costa de Califòrnia. Mentre va a la deriva, recorda la seva antiga xicota conflictiva, Bobbi (Manuela Thiess) que es va suïcidar després de trencar la seva relació. Durant els seus viatges es troba amb diferents dones. Tanmateix, es mou tant que no pot trobar un sentit a la seva vida.

## Repartiment
- Kent Lane.....Kent
- Michele Carey…..Julie
- Jack Albertson…..Pare de Kent
- Manuela Thiess.....Bobbi
- Marcia Strassman…..Kristine
- Bill Kelly.....Sammy
- Tom Holland.....Roommate
- Kenneth Washington…..Black Motorist
- Emory Parnell….Man Seated at Lunchcounter

## Banda sonora
La pel·lícula inclou dues cançons de l'àlbum de Tim Buckley Goodbye and Hello a la seva banda sonora.